# Battaglia del Simeto
La battaglia del Simeto (Operazione Fustian) è stato un evento bellico della seconda guerra mondiale dopo lo sbarco in Sicilia, e avvenuto tra il 13 e il 22 luglio 1943, tra il fiume Simeto, il villaggio di Sferro, a sud di Paternò, e la piana di Catania, che vide contrapposte le forze militari terrestri dell'Asse e quelle del British Army.

## Storia

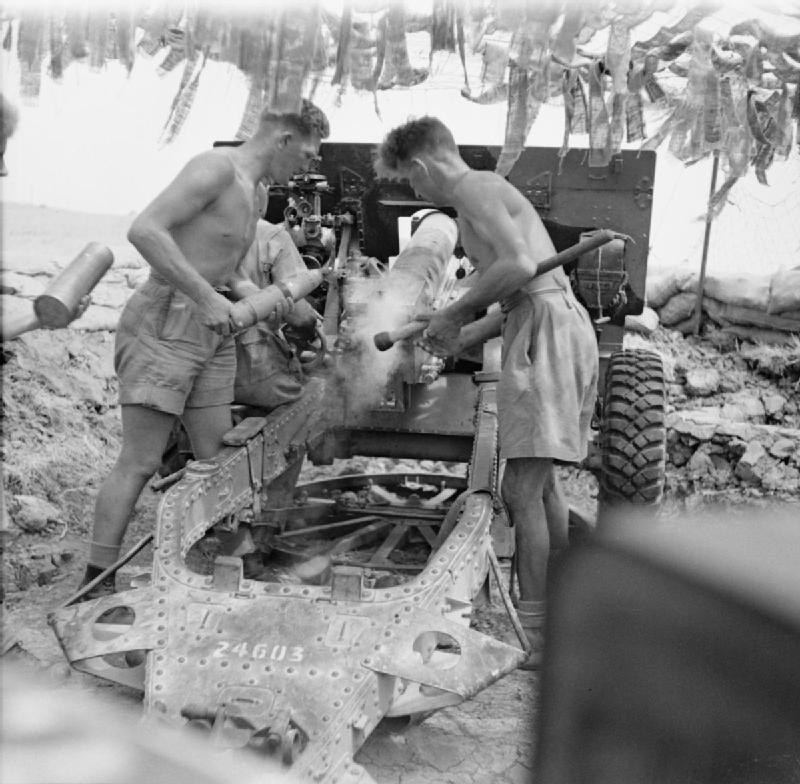
Artiglieria britannica in azione dalla postazione di Primosole

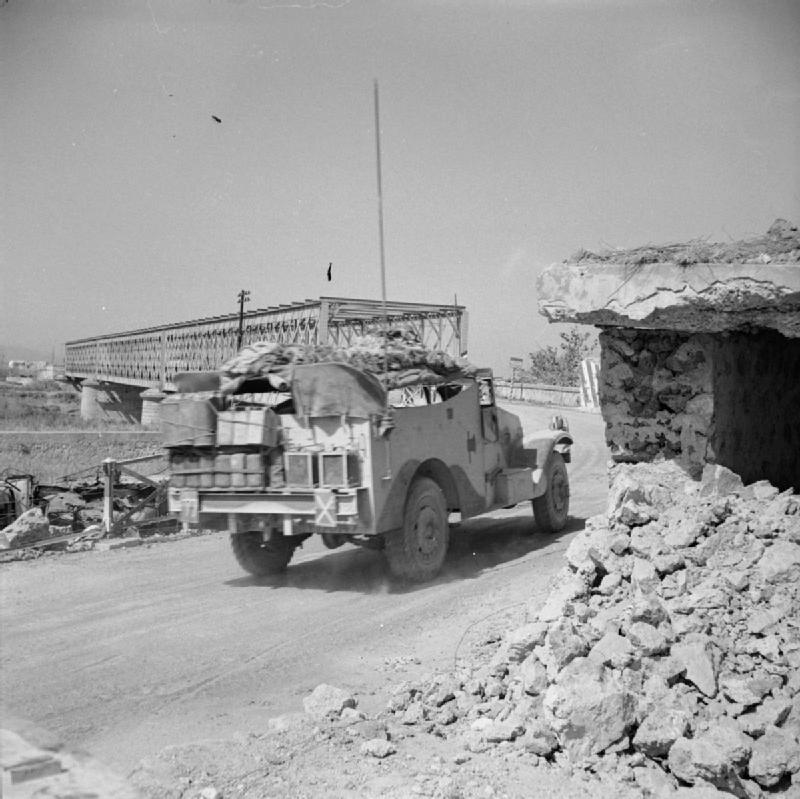
il ponte di Primosole dopo la conquista

La notte del 13 luglio 1943 le truppe della 1ª Divisione Aerotrasportata Britannica tentarono di occupare il "ponte Primosole" sul fiume Simeto, via principale per l'accesso a Catania. Gli scontri durarono dal 14 fino al 16, quando le truppe delle Potenze dell'Asse si ritirarono. La 213ª Divisione costiera dovette sostenere il primo attacco nei pressi di Agnone, portato da paracadutisti britannici e da uno sbarco di uomini del 3º Commando. Dopo un iniziale successo degli inglesi, che sopraffecero il 372º Battaglione Costiero Autonomo, i rinforzi chiamati da quest'ultimo, costituiti dal Gruppo Tattico "Carmito", ricacciarono temporaneamente il nemico a sud, verso Lentini. Tuttavia, le perdite subite negli scontri, alle quali era impossibile ovviare, porteranno allo scioglimento della divisione il giorno stesso.
Prima però che la 50ª Divisione riuscisse a indirizzarsi verso Catania arrivarono le truppe tedesche della Divisione "Hermann Goering" e del 3º Reggimento della 1ª Divisione Paracadutisti che impegnarono per alcuni giorni 5 Divisioni Alleate.
Le Forze Armate Canadesi della 231ª Brigata, inquadrate nell'Esercito Britannico, fallirono il tentativo di conquistare le città di Enna, Leonforte e Adrano per arrivare a Catania: tra il 13 e il 22 luglio, rimasero bloccati dalle forze italo-tedesche tra Assoro e Leonforte, nell'Ennese.
I Britannici si diressero quindi in direzione di Paternò, con gli Scozzesi della 51ª Divisione Highlander comandati dal generale Douglas Wimberley, ma per raggiungere la città etnea dovettero affrontare una battaglia campale contro i tedeschi della già citata Divisione Hermann Göring, comandata dal colonnello Paul Conrath, prima alla Base aerea di Gerbini e poi a Sferro, frazioni di Paternò.
Il generale Wimberley elaborò un piano d'attacco che prevedeva l'impiego della 154ª Brigata di fanteria, di una task force di carri armati e della fanteria della 23ª Brigata corazzata del generale Denis Richards, denominata Arrow Force. Wimberley tenne in riserva la 152ª e la 153ª Brigata, che avrebbe utilizzato in caso di necessità.
Il 19 luglio gli Scozzesi avanzarono ed ottennero due teste di ponte nel fiume Dittaino. Con la 153ª Brigata si diressero verso Paternò e con la 154ª Brigata verso la Stazione di Motta Sant'Anastasia ad Est dell'Aeroporto di Gerbini. La 153° venne quindi inviata ad attaccare Sferro. L'operazione fallì poiché l'offensiva venne bloccata dai tedeschi della suddetta "Divisione Hermann Göring". Lo stesso giorno la manovra sulla sinistra venne bloccata a 2 km da Gerbini e la 154ª Brigata e i soldati della "Arrow Force" non riuscirono ad avanzare. Il giorno successivo Wimberley ordinò di attaccare l'Aeroporto di Gerbini con il 7º Reggimento Argyll, ma quest'ultimo fu respinto più a Sud da un potente contrattacco degli avversari.
Tra gli italiani, durante gli scontri, si registrò lo scioglimento della 213ª Divisione Costiera, mentre si distinse nei combattimenti il 10º Reggimento arditi.
La Stazione di Sferro venne dunque occupata dagli Scozzesi, che però, incapaci di andare oltre, sospesero i combattimenti: il 21 luglio il generale Bernard Law Montgomery, giunto sul fronte dal generale Wimberley, ordinò alla Divisione di mettersi in difesa.

## Una delle battaglie più sanguinose e combattute
Storici italiani come Tommaso Marcon (1993), Ezio Costanzo in più occasioni e Umberto Lugnan (2015) hanno narrato gli eventi e gli episodi dettagliati dal punto di vista italiano. Alla vigilia del 75º anniversario nel 2018  viene distribuito "Battaglia del Simeto" la battaglia analizzata da uno studio a cura di Mark Saliger, ex paracadutista britannico, dedicato esclusivamente ad una delle "battaglie più sanguinose e combattute" per le truppe della Regina nel concitato lungo conflitto mondiale, che avrebbe anticipato le strategie inglesi attuate su scala più ampia nella battaglia di Arnhem (Operazione Market Garden) e nel corso della complessa battaglia di Normandia, poi descritte al cinema nel film di guerra Quell'ultimo ponte (A Bridge Too Far) del 1977, regia di Richard Attenborough, scritto da William Goldman, e soffermandosi in ben 5 film sullo sbarco (Il giorno più lungo, 1962, di Ken Annakin; Salvate il soldato Ryan, 1998, di Steven Spielberg; Operazione Overlord, 1978, di Stuart Cooper; D-Day - Lo sbarco in Normandia. Noi italiani c'eravamo, 2009, di Mauro Vittorio Quattrina; L'alba del D-Day, 2004, di Robert Harmon).
Invece, nessun film ha raccontato del conflitto al Ponte Primosole, conseguenza dell'ingresso delle forze armate anglo-canadesi nell'Isola (Operazione Ladbroke), pur essendo di fatto il primo palcoscenico di scontri tra truppe di paracadutisti di élite opposte.  Fu per molti aspetti "una storia di coraggio e determinazione" e "di unità militari leggendarie e dei loro comandanti", sottolinea Saliger. Il coraggio e la determinazione di uomini che hanno permesso poi alle forze di terra di arrivare e catturare il ponte l'attimo prima che fosse distrutto. La 1ª brigata di paracadutisti del Reggimento Paracadutisti, nota come "Red Devils", combatté contro i paracadutisti tedeschi della Luftwaffe, noti come "Green Devils", in una battaglia di logoramento centrale per l'intero successo degli Alleati, nel primo vero attacco del dominio di Hitler in Europa.

## Cimitero Militare del Commonwealth
Uno dei luoghi che testimonia i fatti di Catania è certamente il Cimitero inglese o meglio il «Commonwealth War Cemetery» che custodisce le storie e i dolori di 2 135 soldati (senza contare i 112 militi ignoti) che morirono nelle fasi successive della campagna d'Italia durante la seconda guerra mondiale. Molti di loro caddero nei pesanti combattimenti di Catania e nella battaglia per la testa di ponte del fiume Simeto, come rammenta l'iniziativa principale varata dalla Fondazione «Liberation Route Europe» di Utrecht con "Europe remembers 1944-1945" che comprende una piattaforma e un sito web di coordinamento e di informazione culturale e turistica, lungo i percorsi che hanno segnato la liberazione dell’Europa dal nazifascismo.

## La commemorazione annuale
Il secondo sabato del mese di luglio di ogni anno si svolge la commemorazione con una cerimonia – presenti le Associazioni Combattentistiche e d'Arma, assieme ad altri rappresentanti di associazioni nazionali ed estere – a ricordo dei caduti nella cruenta "Battaglia del Simeto" detta anche del Ponte Primosole, presso il monumento dei caduti italiani realizzato, nel 1985, da parte della Federazione Provinciale e il Comitato Dame dell'Istituto del Nastro Azzurro, nelle adiacenze del Ponte Primosole, dedicato « Ai Caduti di tutte le Nazionalità / Nella battaglia della Piana di Catania / Luglio-Agosto 1943 », dove viene dato inizio alla cerimonia con l'alzabandiera in modo sistematico dal 2013.